# كوملو
كوملو هي بلدية ومديرية في محافظة هاتاي في تركيا.  تبلغ مساحتها 193 كم2، ويبلغ عدد سكانها 13,333 نسمة (2022). تقع في سهل العمق، على الطريق بين أنطاكيا والريحانية.